# Leptoclinides faeroensis
Leptoclinides faeroensis är en sjöpungsart som beskrevs av Bjerkan 1905. Leptoclinides faeroensis ingår i släktet Leptoclinides och familjen Didemnidae. Arten har ej påträffats i Sverige. Inga underarter finns listade i Catalogue of Life.